# A Little More Summertime
«A Little More Summertime» — песня американского кантри-певца Джейсона Олдина, вышедшая 15 июля 2016 года в качестве второго сингла из седьмого студийного альбома Олдина They Don’t Know (2016). Песню написали Джерри Флауэрс, Тони Мартин и Уэнделл Мобли.
Песня возглавила кантри-чарт Country Airplay и два года подряд входила в итоговые кантри списки Hot Country Songs 2016 и 2017 годов.

## История
Песню написали Джерри Флауэрс, Тони Мартин и Уэнделл Мобли. «A Little More Summertime» — это среднетемповая мелодия, в которой Олдин оплакивает потерянную летнюю любовь: «Если бы это солнце просто висело в небе чуть-чуть, да, чуть-чуть дольше / Если бы эти голубые волны могли оставаться у ее ног на пляже вместо того, чтобы уходить с приливом / Если бы этот ветер был другом, он бы все еще дул, как теплый южный шепот / Она могла бы остаться навсегда и никогда, никогда не покидать эти объятия, если бы только я / Имел немного больше летнего времени», — поет он в припеве песни.

## Восприятие
Песня дебютировала на тридцатом месте в американском радиоэфирном хит-параде Country Airplay. На следующей неделе, когда песня поступила в продажу, она дебютировала под номером 16 в общеформатном кантри-чарте Hot Country Songs, продав 35 000 копий в США. По состоянию на ноябрь 2016 года песня была продана в США в количестве 202 000 копий.

## Музыкальное видео
Режиссёром клипа выступил Шон Сильва, премьера состоялась в сентябре 2016 года. Съемки клипа проходили в Санта-Крузе, Калифорния, США.

## Чарты
| Чарт (2016)                       | Высшая позиция |
| --------------------------------- | -------------- |
| Канада (Billboard Country)        | 2              |
| США (Billboard Hot 100)           | 52             |
| США (Billboard Country Airplay)   | 1              |
| США (Billboard Hot Country Songs) | 5              |

| Чарт (2016)                      | Позиция |
| -------------------------------- | ------- |
| US Country Airplay (Billboard)   | 41      |
| US Hot Country Songs (Billboard) | 49      |
| Чарт (2017)                      | Позиция |
| US Hot Country Songs (Billboard) | 85      |